# Марстон, Натаниэль
Натаниэль Марстон (англ. Nathaniel Marston; 9 июля 1975 — 11 ноября 2015) — американский актёр кинo и ТВ. Наиболее известен по роли в сериале «Одна жизнь, чтобы жить». Дважды номинировался на премию Soap Opera Digest Awards.

## Личная жизнь
С 2006 года был женат на Рите Биас. 21 октября 2007 года под воздействием наркотиков был задержан в Нью-Йopкe после драки с участием троих человек.. В 2010 году Марстон прошёл курс лечения по управлению гневом.
Марстон был связан с благотворительными организациями «Проект Габриэль» и «Центр обслуживания Нижнего Истсайда».

## Смерть
30 октября актёр попал в ДТП в Рино (штат Невада). По сообщениям полиции, Натаниэль был трезв. Сайт канала CNN сообщил, что Натан, вероятно, заснул за рулем из-за усталости. Марстон получил значительные травмы. Несмотря на все усилия врачей, актёр умер 11 ноября.

## Фильмография
| Год       |     | Русское название                    | Оригинальное название             | Роль                 |
| --------- | --- | ----------------------------------- | --------------------------------- | -------------------- |
| 1996      | ф   | Итальянские любовники               | Love Is All There Is              | Розарио Капомеццо    |
| 1996      | ф   | Колдовство                          | The Craft                         | Трей                 |
| 1996      | тф  | Мэтт Уотерс                         | Matt Waters                       | Джек Тисдейл         |
| 1998—2000 | с   | Как вращается мир                   | As the World Turns                | Эдди Сильва          |
| 2001      | ф   | Обыкновенный грешник                | Ordinary Sinner                   | Роберт               |
| 2001—2004 | с   | Одна жизнь, чтобы жить              | One Life to Live                  | Эл Холден            |
| 2002      | тф  | Погром в понедельник вечером        | Monday Night Mayhem               | репортёр в баре      |
| 2002      | ф   | Чао Америка                         | Ciao America                      | Скип Кромуэлл        |
| 2003      | с   | Сериальная беседа                   | SoapTalk                          | играет сам себя      |
| 2004      | с   | The View                            | The View                          | играет сам себя      |
| 2004—2007 | с   | Одна жизнь, чтобы жить              | One Life to Live                  | доктор Майкл Макбейн |
| 2005      | кор | Лапа                                | The Paw                           | Клинт Пауэрс         |
| 2008      | с   | Закон и порядок: Специальный корпус | Law & Order: Special Victims Unit | Брент Латимер        |
| 2010      | с   | Белый воротничок                    | White Collar                      | Эдвард Рейлли        |
| 2010      | с   | Касл                                | Castle                            | Грант                |
| 2011      | ф   | Walk a Mile in My Pradas            | Walk a Mile in My Pradas          | Тони                 |
| 2011      | с   | Голубая кровь                       | Blue Bloods                       | Ронни Клэйри         |